# Hardisser Moor
Das Gebiet Hardisser Moor ist ein 1981 durch das Regierungspräsidium Detmold ausgewiesenes Naturschutzgebiet (NSG-Nummer LIP–009) in den nordrhein-westfälischen Städten Lage und Lemgo im Kreis Lippe in Deutschland.

## Lage
Das rund 30 Hektar große Naturschutzgebiet Hardisser Moor gehört naturräumlich zum Lipper Bergland. Es erstreckt sich entlang des Oetternbachs nördlich des Lagenser Ortsteils Hardissen, zwischen der Hardisser Straße im Süden, der Afrikastraße im Westen sowie der Bega und dem Lemgoer Stadtteil Lieme im Norden.

## Beschreibung
Das Schutzgebiet Hardisser Moor wird als „Talraum des Oetternbachs im Landschaftsraum Begamulde mit einem international bedeutsamen kalkreichen Niedermoor als Lebensraum für seltene, gefährdete sowie landschaftsraumtypische wildlebende Pflanzen- und Tierarten“ beschrieben.

## Schutzzweck
Wesentlicher Schutzzweck ist die „Erhaltung, Entwicklung und Wiederherstellung des Talraums des Oetternbachs und der unmittelbar angrenzenden Flächen.“

## Lebensraum- und Biotoptypen
Im Schutzgebiet Hardisser Moor sind unter anderem die Lebensraum- und Biotoptypen „Erlen-Eschen-Auenwald“, „Hecken und Gehölzstreifen, einschließlich Ufergehölz und Kopfbaumreihen“, „Kalkflachmoor mit seiner typischen Flora und Fauna“, „Nass- und Feuchtgrünland unterschiedlicher Ausprägung einschließlich Groß-Seggenried“, „naturnaher mäandrierender Bach“ sowie „temporär wasserführende Tümpel einschließlich ihrer naturnahen Röhrichtsäume, der Uferhochstaudenfluren und der Schwimmblattvegetation“ beschrieben.

## Flora und Fauna

### Flora

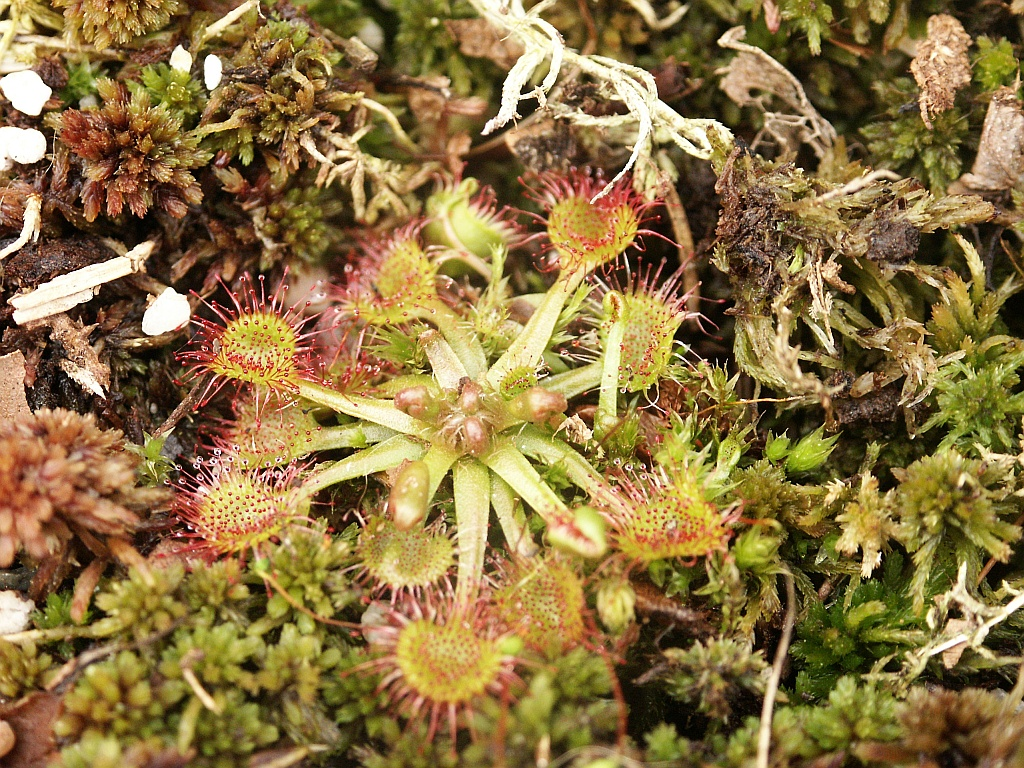
Rundblättriger Sonnentau

Der Artenbestand des Hardisser Moores ist seit 1953 mehrfach aufgenommen worden. 1963 wurden 198 Farn-/Blütenpflanzen sowie zwischen 1966 und 1982 162 Gefäßpflanzen erfasst.
Aus der schützenswerten Flora sind besonders die im Gebiet vorkommenden „Arten der Roten Liste der gefährdeten Pflanzen in Nordrhein-Westfalen“ zu nennen:
- Armblütige Sumpfbinse
- Bach-Nelkenwurz
- Blasen-Segge
- Breitblättriges Knabenkraut
- Färber-Ginster
- Fieberklee
- Fuchs-Segge
- Geflecktes Knabenkraut
- Haarfarnähnliches Spaltzahnmoos
- Hirse-Segge
- Kleiner Baldrian
- Kleinfrüchtiger Ackerfrauenmantel
- Krauses Laichkraut
- Kuckucks-Lichtnelke
- Mittleres Zittergras
- Moor-Labkraut
- Nelken-Haferschmiele
- Rundblättriger Sonnentau (Foto)
- Schmalblättriges Wollgras
- Sumpfdotterblume
- Sumpf-Dreizack
- Sumpf-Helmkraut
- Sumpf-Herzblatt
- Sumpf-Pippau
- Ufer-Segge
- Wasser-Greiskraut
- Wiesen-Fuchsschwanz
- Wolliges Honiggras
- Zottiges Weidenröschen
- Zweizeilige Segge

### Fauna

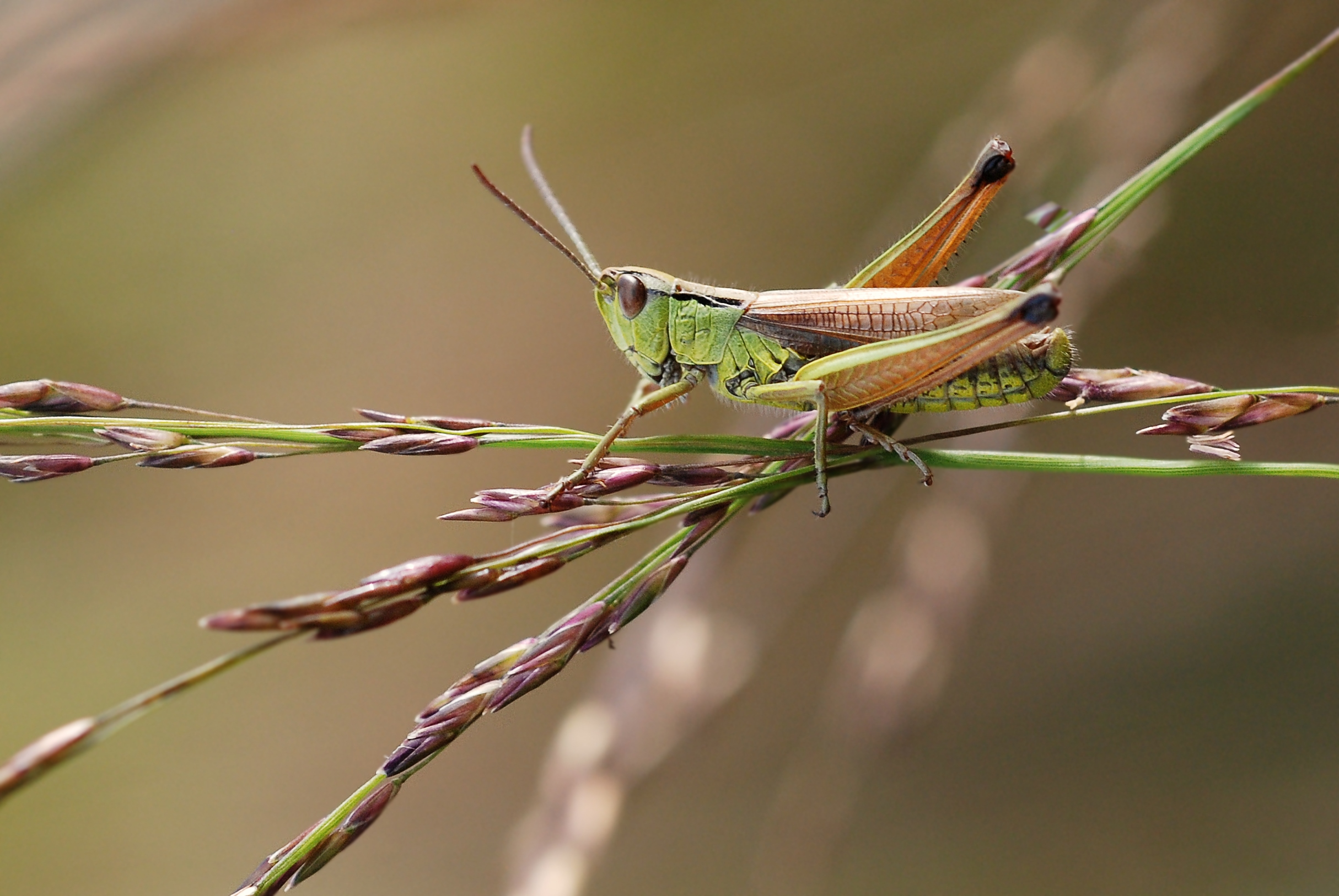
Sumpfgrashüpfer

Aus der schützenswerten Fauna sind besonders die im Gebiet vorkommenden „Arten der Roten Liste der gefährdeten Tiere in Nordrhein-Westfalen“ und Tierarten nach FFH-Richtlinie zu nennen:
- Bachforelle
- Blauflügel-Prachtlibelle
- Feldgrashüpfer
- Hornklee-Widderchen
- Kleinspecht
- Kurzflüglige Schwertschrecke
- Nachtigall
- Rebhuhn
- Schafstelze
- Sumpfgrashüpfer (Foto)
- Teichrohrsänger
- Weißrandiger Grashüpfer
- Wiesenpieper